# سد الأمير الكبير
سد الأمير الكبير (بالفارسية: سد امیرکبیر) سد إيراني يقع على بعد 63 كيلومتر شمال طهران. بُني عام 1957 على مجرى نهر كرج وافتتح عام 1960. يبلغ ارتفاع السد 180 مترا وطوله 390 مترا. وقدرة التخزين تقدر بنحو 203 كيلومترات مكعبة. وسمي السد بهذا الاسم نسبة إلى رئيس وزراء الإيراني في الدولة القاجارية ميرزا تقي خان الملقب بالأمير الكبير.